# Засоби менструальної гігієни

Упаковки з одним із засобів менструальної гігієни (гігієнічними тампонами) на полиці магазина

Засоби менструальної гігієни — це вироби для особистої гігієни, які використовуються під час менструації або виділень з піхви з метою дотримання менструальної гігієни та гігієни зовнішніх жіночних статевих органів. Засоби для менструальної гігієни представлені такими виробами як менструальні та гігієнічні прокладки, тампони, менструальні чаші, менструальні губки та менструальні труси та продуктами для очищення вульви та піхви — спеціальними серветками для інтимної гігієни, милом, спринцівками.

## Історія

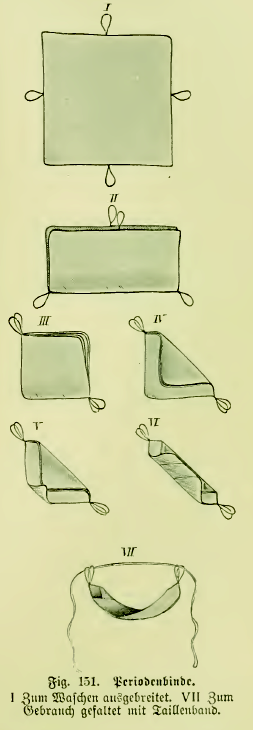
Інструкція про те, як скласти шматок тканини, щоб використовувати його як менструальну прокладку. Внизу показано, як закріпити її за допомогою шнура на поясі. З німецької книги «Жінка як сімейний лікар», 1911 р.

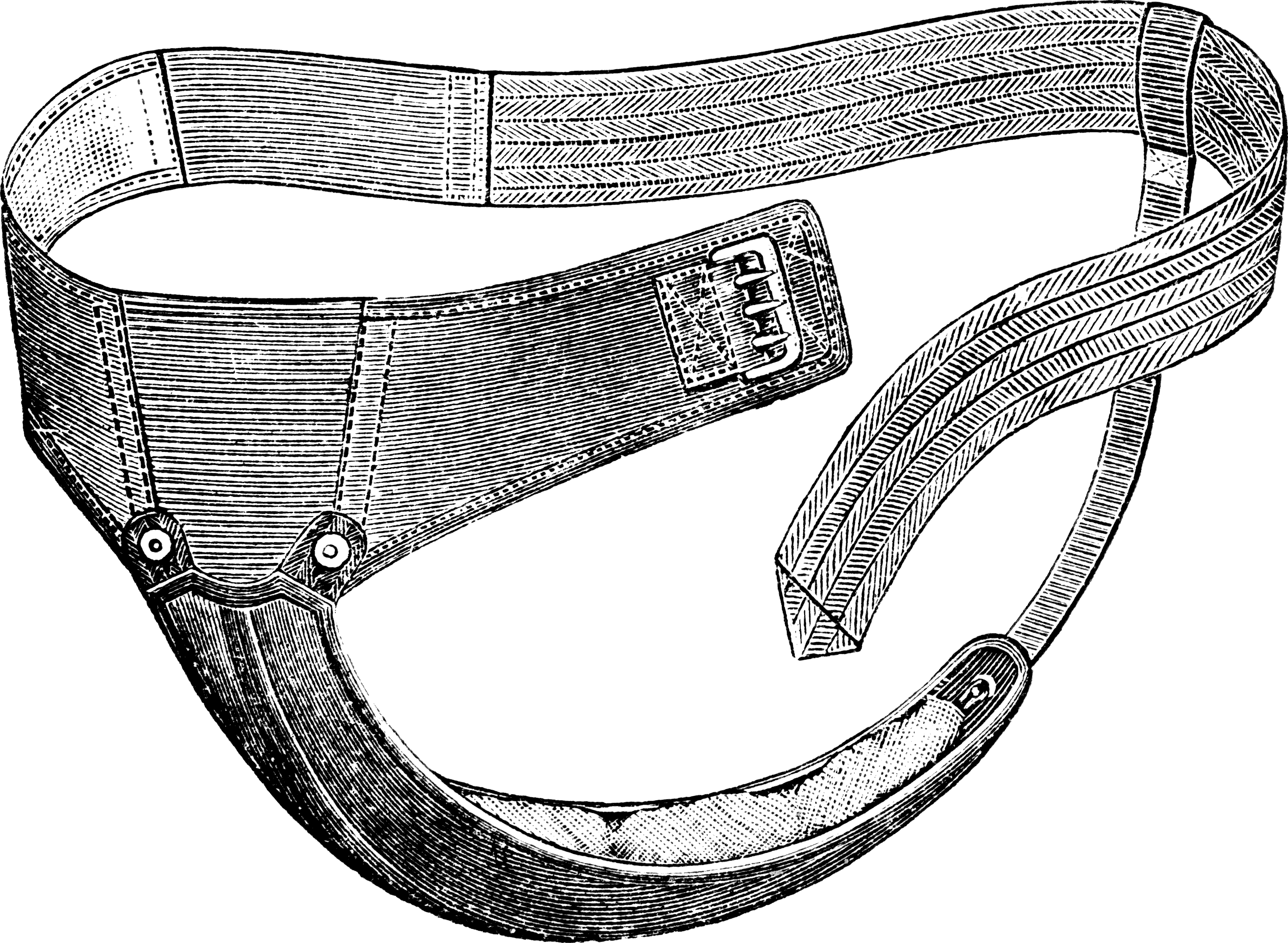
Перший комерційний менструальний продукт у формі менструального пояса. Ілюстрація 1911 року.

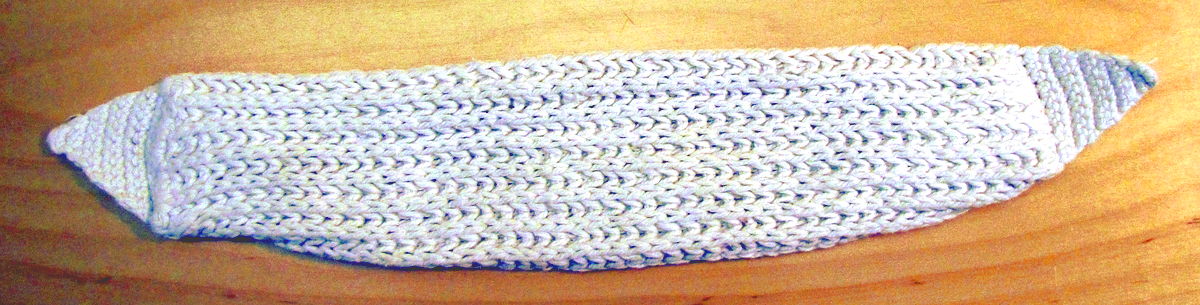
Домашня в'язана менструальна прокладка

Camelia Populär — гігієнічна прокладка близько 1942 року з військових запасів для медсестер

У Стародавньому Єгипті, Римській імперії та Індонезії як тампони використовували різні природні матеріали — шерсть, траву, папірус. У стародавній Японії тампон робили з паперу й утримували на місці спеціальним сполучним матеріалом, який називався «кама», і його міняли до 12 разів на день. У найдавнішому друкованому медичному документі, папірусі Еберса, йдеться про використання єгипетськими жінками м'яких папірусових тампонів у п'ятнадцятому столітті до нашої ери. Римські жінки використовували вовняні тампони. Традиційні гавайські жінки використовували пухнасту частину місцевої папороті і трави, мохи та інші рослини все ще використовують жінки в деяких частинах Азії та Африки.
Менструальні прокладки згадуються ще в 10 столітті у візантійські енциклопедії «Суді», де Гіпатія, яка жила в 4 столітті нашої ери, як кажуть, кинула одну зі своїх використаних менструальних ганчірок у шанувальника, намагаючись збентежити його.
У Швеції 18-го століття звичайні, незаможні жінки не користувалися засобами жіночої гігієни, а видимі плями від менструації на одязі не привертали особливої уваги оточуючих. Загальним виразом для менструації в цей період було «носити одяг» або «носити särk» — нижню білизну, схожу на спідню сорочку.
На території України, із наявних джерел та польових матеріалів відомо, що жінки активно використовували випари з трав, насамперед таких, як чистотіл, ромашка,  нагідки, меліса, череда, м'ята, рута, любисток, квітки півонії. До слова: ці та інші трави активно використовували і при запальних процесах репродуктивних органів, спричинених застудою, складними пологами, порушеннями менструального циклу тощо. Особливо популярними були відвари з меліси, яка, як вірили, лікує від 22 «жіночих» хвороб і водночас є чудовим дезінфікувальним та профілактичним засобом. Цікаво, що народна назва цієї рослини — маточник, ймовірно тому, що її найчастіше вживали якраз при хворобах матки. Інтимний догляд під час менструації жінками в той час здійснівався за допомогою підручних засобів або взагалі жінки не звертали на це уваги. Функцію жіночої білизни виконувала натільна сорочка, яка і вбирала менструальну кров.
|                        | Да, ото так і ходили без трусов, без нічого, не було трусов, ото сорочечку зашпилиш, так щоб воно не капало кругом. Протікає, ходили такі задрипані. Зараз, бачите, всякі є, а тоді якось і не було, шмаття якесь подложеш і всьо |
| — Етнографічний спогад | |

Жіночі натільні сорочки, особливо ті, які мали плями крови, прали з певними засторогами та за правилами. Зокрема було заборонено кільком жінкам прати свої місячні сорочки в одних ночвах. Вважали, що після цього в однієї із жінок під час місячних крови буде удвічі більше, а в іншої вони можуть припинитися зовсім. Таку недугу, приміром, на Поліссі, називали «зопрання». До того ж вважали, що «зопреться» та жінка, чия сорочка лежатиме найнижче. Відповідно коли жінки разом прали місячні сорочки, то намагалися класти їх не шарами, а в рядок, або перекладали жіночі сорочки чоловічими штанами.
Цілком ймовірно, що для збору менструальної рідини, жінки всього світу, використовували шматки тканини або спеціальні ганчірки. Однак відомостей про менструальні прокладки з доіндустріальної епохи мало. Як артефакти, різні типи менструальних прокладок не збереглися, оскільки тканини, які використовувалися, викидалися, коли вони зношувалися або потреба в них припинялася з менопаузою. Однак із розвитком технологій з'явилися комерційні засоби гігієни у вигляді менструальних прокладок, також відомих як гігієнічні серветки. У Швеції це сталося наприкінці 19-го століття і було пов'язано з посиленням уваги до чистоти, особистої гігієни та здоров'я, яке відбулося на початку 20-го століття на хвилі урбанізації.  До кінця 19-го століття перші комерційні гігієнічні серветки також були представлені на американському ринку компанією Johnson & Johnson. Це був варіант менструальної прокладки з фланелі.
Реклама та інформація про гігієнічні прокладки є основним джерелом інформації про історію гігієнічних прокладок.

### Поява комерційної продукції на початку 20-го століття
Гігієнічні прокладки можуть бути виготовлені з бавовняної тканини, в'язані спицями або гачком і наповнені ганчірками. Вони могли бути саморобними для особистого користування або масовим виробництвом і продажем, наприклад, у містах, де була текстильна промисловість.
Менструальна чаша була найпершим гігієнічним засобом, який почали випускати в Швеції як захист від менструального циклу ще в 1879 році. Вона була виготовлена з гуми, як і багато інших засобів гігієни того часу. Однак така менструальна чаша не набула великої популярності.
Менструальні пояси були ще однією формою гігєнічного захисту від менструації, яка почала з'являтися наприкінці 19 століття. Вони були зроблені так, що сама менструальна «прокладка» містилася в спеціальному тримачі, який кріпився на талії поясом. Подушечки в цих конструкціях називаються «присосками» у шведських патентних документах, таких як патент «Присоски для менструації» від 1889 року. Судячи з наявної інформації про ціни, такий засіб для гігієни під час менструації, ймовірно, був дорогим виробом, який був доступний не всім.
Ерл Хаас запатентував перший сучасний тампон Tampax з аплікатором «трубка в трубці». Ґертруда Шульте Тендеріх (уроджена Восс) придбала патентні права на торгову марку своєї компанії Tampax і розпочала роботу як продавець, виробник і прес-секретар у 1933 році.
Під час вивчення жіночої анатомії німецький гінеколог Юдіт Ессер Міттаг розробила тампон, який можна вводити без аплікатора. Наприкінці 1940-х років Карл Хан і Хайнц Міттаг працювали над масовим виробництвом цього тампона. Хан продав свою компанію Johnson & Johnson у 1974 році.
Гігієнічний пояс можна розглядати як сучасну версію менструальних трусів, але виконані як пояс. У Швеції такий продукт був представлений у 1940-х роках і використовувався до 1960-х років. У 1970-х роках була представлена клейка смужка на нижній стороні менструальної прокладки, яка дозволяла прикріпити її до нижньої білизни та утримувати на місці без використання пояса, шпильки або ременя.

## Типи

### Одноразові
- Менструальна прокладка: виготовлена з абсорбуючого матеріалу, розміщується на внутрішню частину нижньої білизни, щоб поглинати сильні менструальні виділення. Вони виготовлені з целюлози та доступні в різних варіантах поглинання та довжини. Вони можуть мати крильця та/або клейку підкладку, щоб утримувати подушечку на місці.[12] Визначити належний ступень поглинання гігієнічної прокладки можна подивившись на упаковку де є відповідне маркування, як правило, у вигляді крапель. У перші дні менструації використовують гігієнічні прокладки із високим поглинанням.[13]
- Щоденні прокладки: менші та тонші від менструальних, використовуються для захисту білизни від слабких виділень під час менструації, а в разі потреби — від нормальних щоденних виділень (вагінальний секрет).
- Тампон: вставляється всередину піхви за допомогою аплікатора або без, для поглинання менструальної крові, також може використовуватися під час плавання. Доступні з різними рівнями поглинання. Існують спеціальні моделі тампонів для сексу та спорту (так звані софт-тампони)[14]

### Багаторазові
- Менструальна чаша: виготовлена з силікону, натурального каучуку або пластику; вставляється всередину піхви для збору крові та виділень з матки. Більшість із них багаторазового використання: їх спорожнюють, коли вони заповнені, а потім миють чи кип'ятять.
- Менструальна прокладка з тканини: одягається в нижню білизну; можуть бути виготовлені з таких матеріалів, як бавовна, фланель або махрова тканина.
- Менструальна нижня білизна (також відома як менструальні трусики): може бути білизною, яка утримує прокладки на місці, або спеціальною поглинаючої білизною, яка може замінити тампони та прокладки.
- Менструальна губка: вставляється як тампон або менструальна чаша до піхви, виробляється з морських губок деякими виробниками, не розповсюджені в України[15]
- Рушник: великий багаторазовий шматок тканини, який найчастіше використовують на ніч (якщо нічого іншого немає), кладуть між ніг для поглинання менструальних виділень

### Очищаючі засоби
- Спринцювання. Промивання внутрішньої частини піхви за допомогою спеціальних засобів (спринцівок).
- Серветки для інтимної гігієни. Волога, іноді ароматизована тканина, яка використовується для протирання вульви.
- Спеціальне інтимне мило.

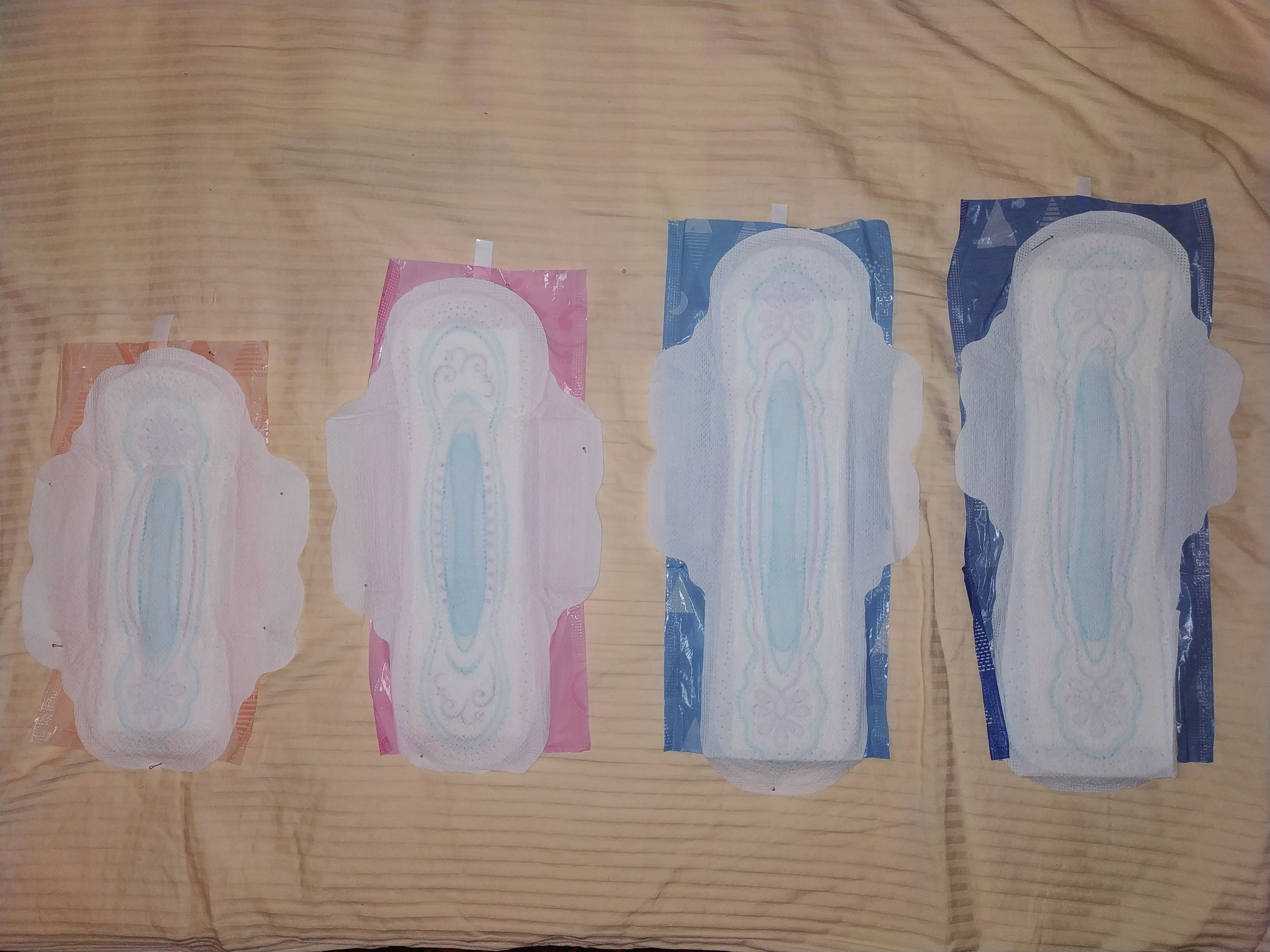
Різний розмір менструальних прокладок
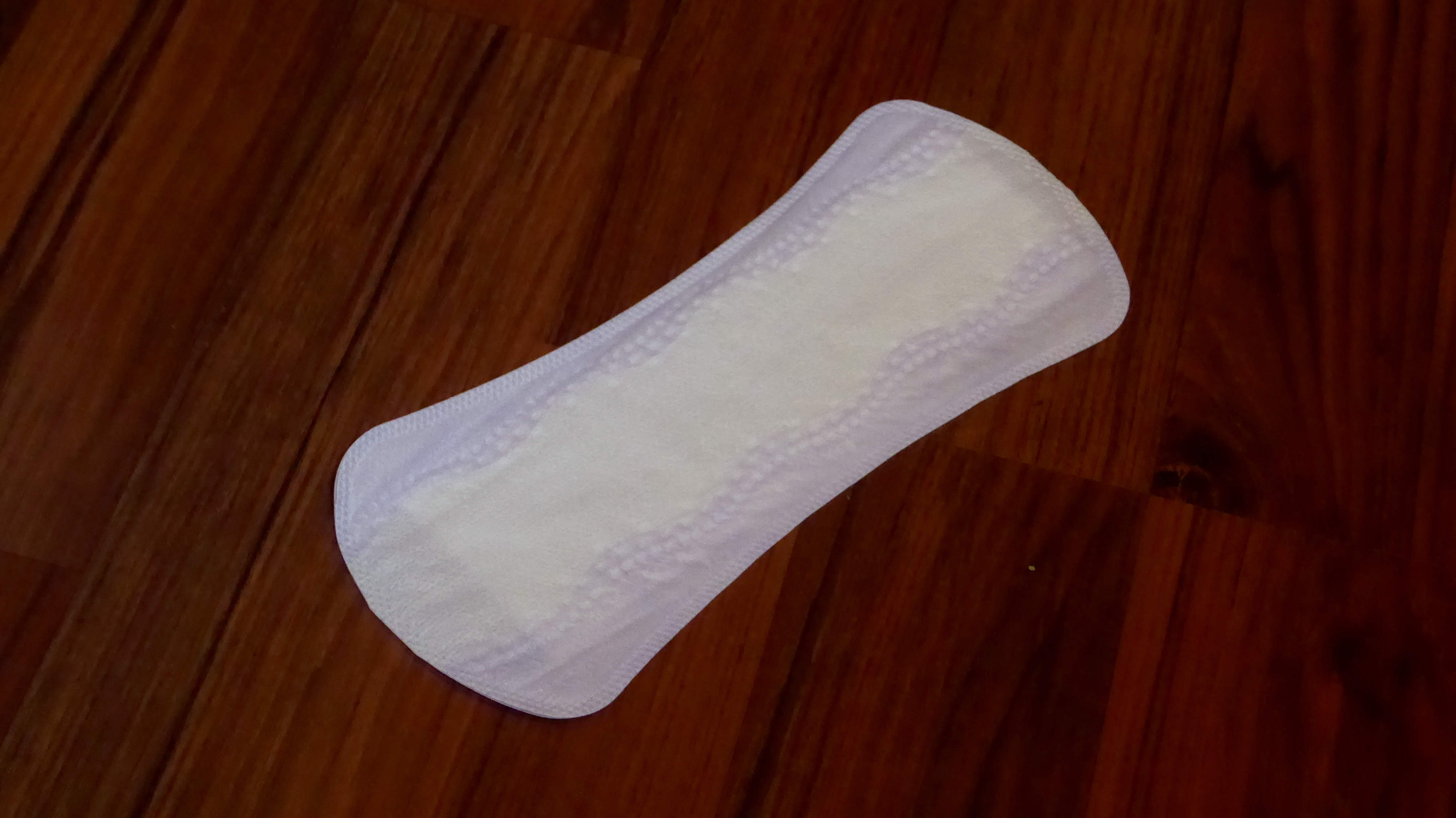
Більш тонкі ніж менструальні, так звані щодені прокладки без додаткових крилець
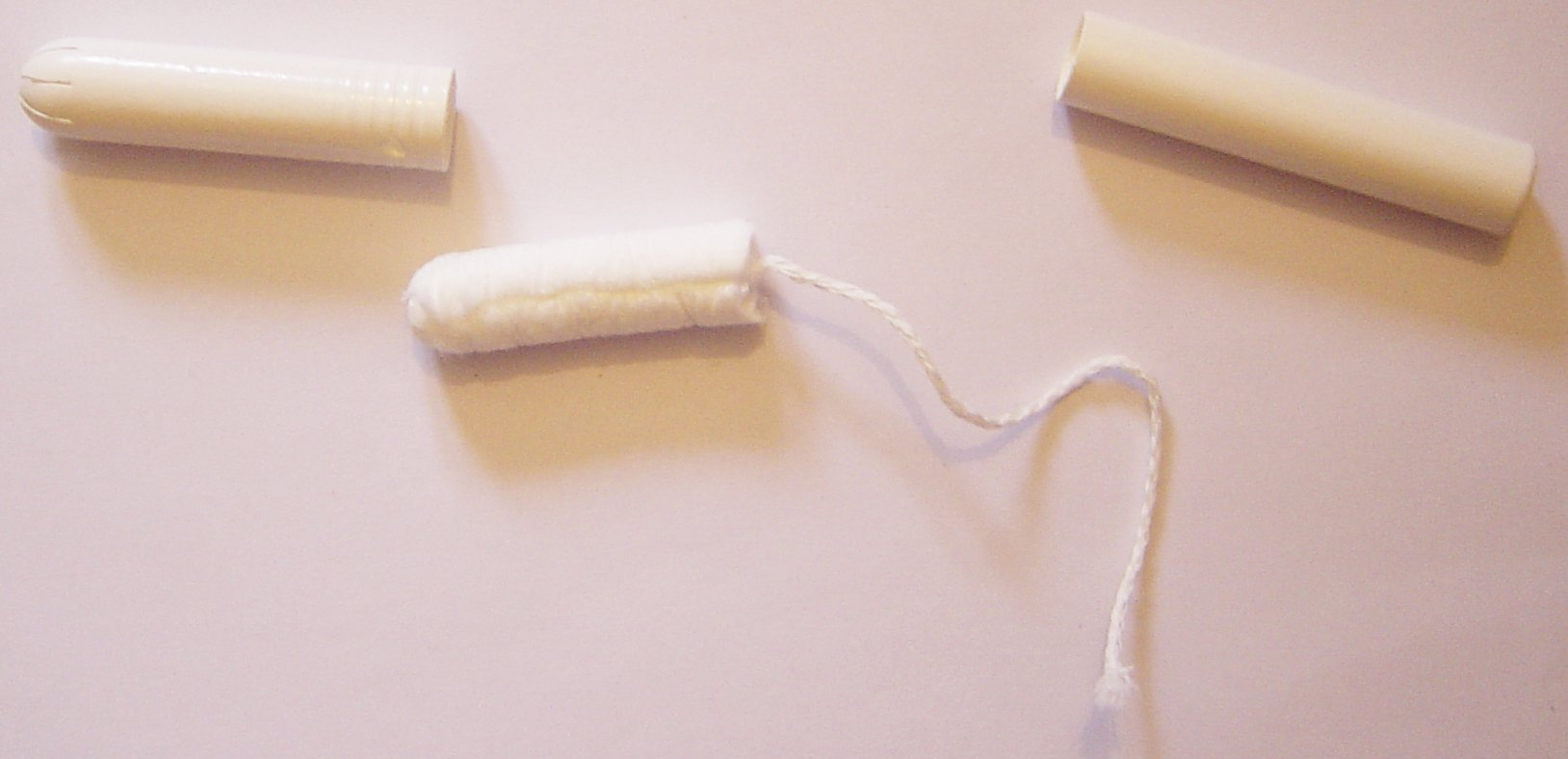
Тампон з аплікатором
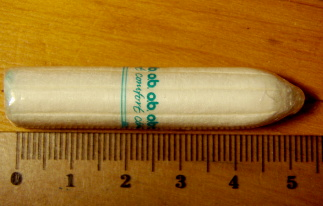
Тампон без аплікатора
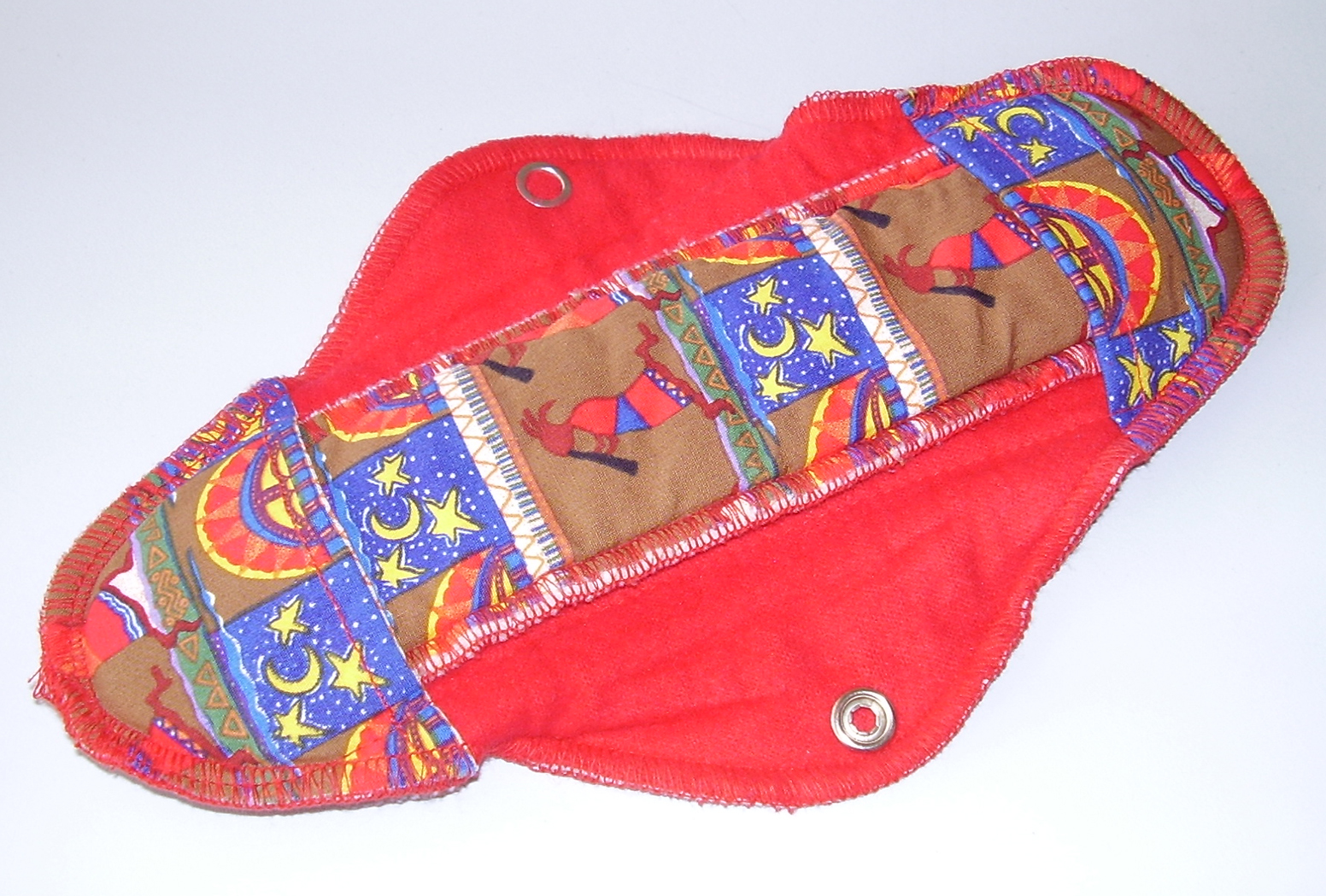
Багаторазова прокладка з тканини
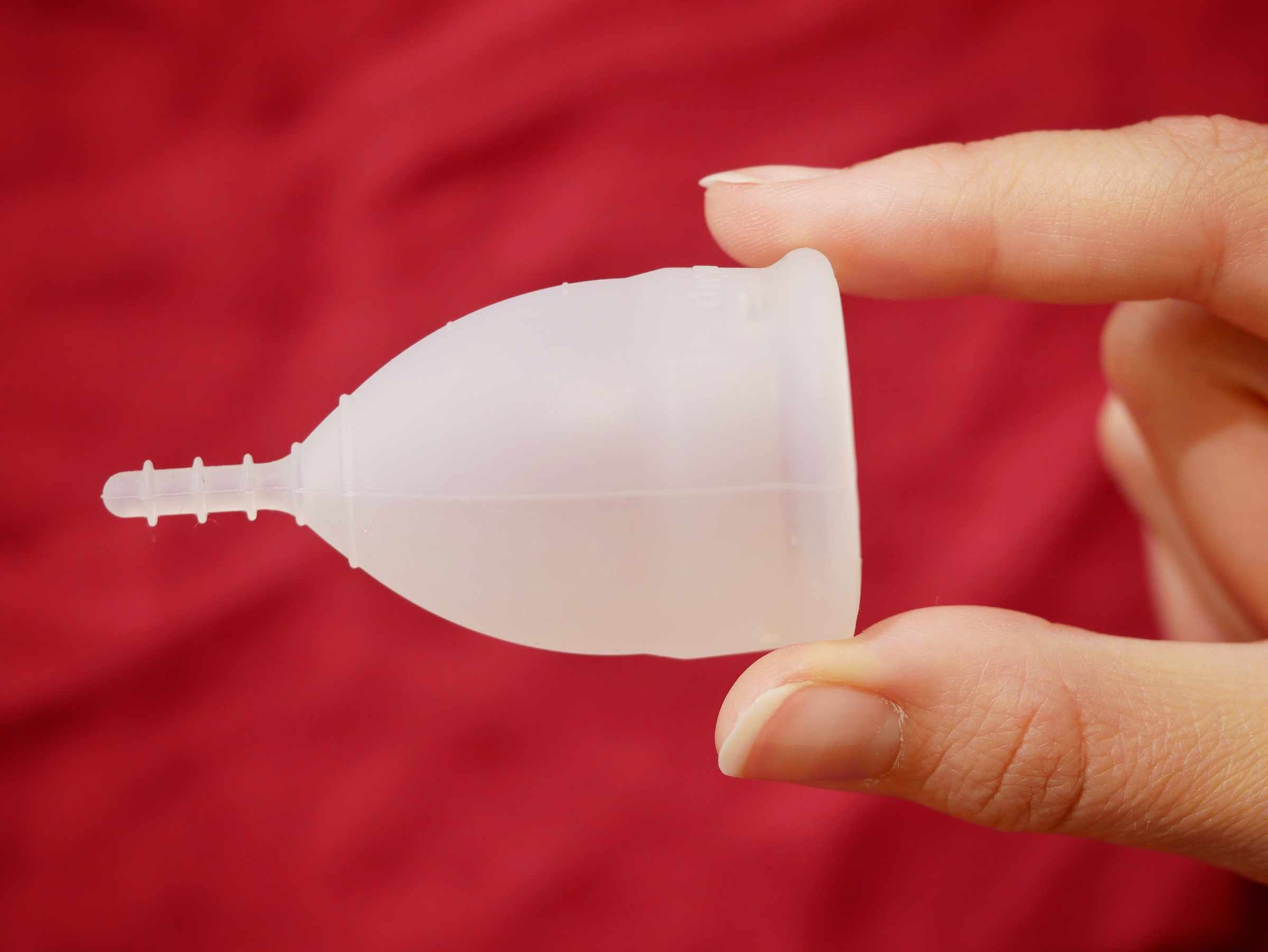
Менструальна чаша
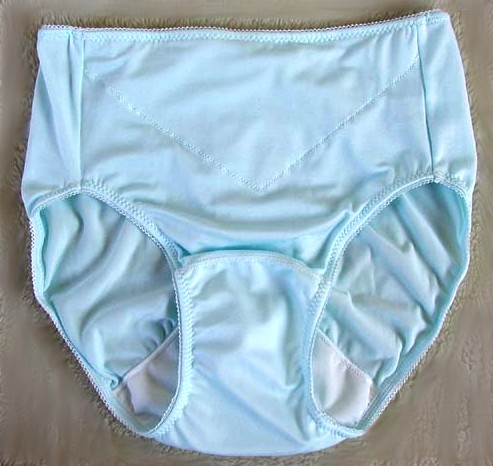
Менструальні труси
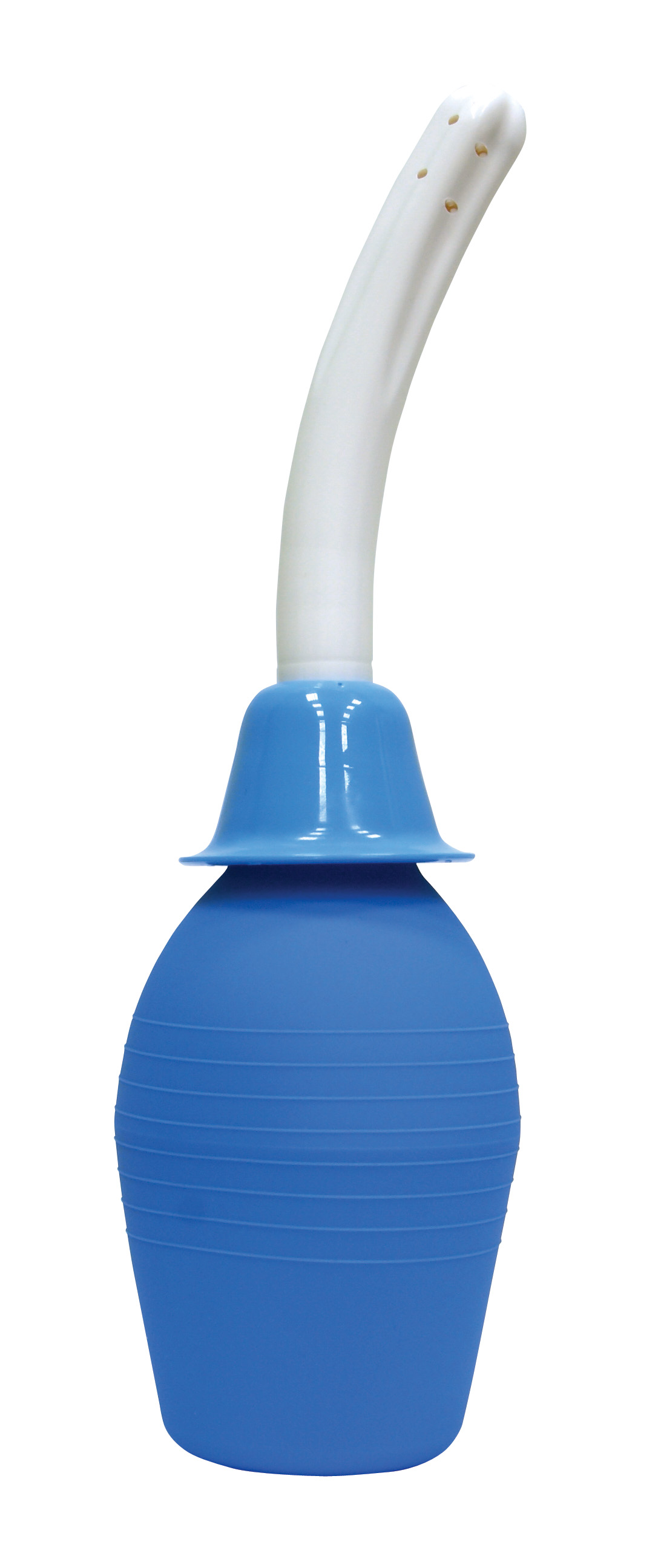
Спринцівка

## Особливості використання
Кожна жінка має дотримуватися правил менструальної гігієни:
- Прокладки, тампони чи інші засоби гігієни потрібно змінювати кожні 3–4 години, навіть якщо вони не заповнені.
- Перед тим, як змінити засіб гігієни, й опісля потрібно ретельно помити руки з милом.
- Приймати водні процедури варто 2–3 рази на день, й обов'язково — перед сном. Також необхідно регулярно змінювати рушник.

При обиранні засобу для менструальної гігієни, потрібно враховувати наступні фактори:
- Прокладки мають невисоку вартіть, безпечні для здоров'я, підходять для використання дівчатам, зручні та прості у використанні. Але їх потрібно часто змінювати та за менструальний цикл їх може знадобитися багато.[17]
- Тампони також мають невисоку вартість та прості у використанні. Однак потребують частої зміни, а менструальний цикл їх може знадобитися багато, не завжди безпечні для здоров'я через ризик виникнення синдрому токсичного шоку та підходять не усім.[17]
- Менструальна чаша. Багаторазового використання (екологчно), можна використовувати в середньому 4-8 років (економічно вигідна). Але має високу вартість порівняно з іншими засобами, не так розповсюджена в торговельних (аптечних) закладах, підходить не усім, не завжди безспечна для здоров'я та складна у використанні (потребує кип'ятіння для дезинфекції, чистих ретельно вимитих рук при заміні, потребує ополіскування при кожній заміні.[17]

## Суспільство та культура
Менструація була загадкою, перш ніж наука змогла її пояснити. Отже, для тлумачення цих періодів у стародавніх суспільствах і культурах було створено багато різних ідей та вірувань. Більшість з них виявилися неправильними з точки зору науки, але їх все ще дотримуються в нинішніх суспільствах і часом вони можуть бути навіть виправдані релігійними засадами. Ці ідеї називаються менструальними міфами чи табу. Багато міфів, як правило, припускають, що менструація — це хвороба чи прокляття, і це призводить до переконань, що організм жінки забруднюється, коли вона переживає ці періоди. Такі переконання викликають дискримінацію жінок і часом можуть знизити вашу самооцінку та можливості для зростання.
У країнах з низьким рівнем доходу вибір жінок гігієнічних матеріалів для менструального циклу часто обмежений вартістю, доступністю та соціальними нормами. Вибір жінок не тільки обмежений, але, за даними ВООЗ та ЮНІСЕФ, 780 мільйонів людей не мають доступу до покращених джерел води, а близько 2,5 мільярдів людей не мають доступу до покращених санітарних умов. Відсутність належної гігієни призводить до того, що жінкам важче контролювати жіночу гігієну.
В Україні, як свідчить опитування проєкту U-report (Unisef), яке провели у 2018 році, майже половина (48,4 %) українських дівчат не знають, що можна, а що не можна робити під час менструації. А ще соромляться купувати засоби гігієни та мають досвід цькування через місячні. А 27,4 % дівчат заявили, що засоби гігієни занадто дорогі для них.
В 2022 році Шотландія стала першою країною в якій уряд ухвалив закон, який зобов'язує державні установи безкоштовно надавати засобі жіночої гігієни.